# Macrocerides brevicornis
Macrocerides brevicornis är en tvåvingeart som beskrevs av Borgmeier 1969. Macrocerides brevicornis ingår i släktet Macrocerides och familjen puckelflugor. Inga underarter finns listade i Catalogue of Life.